# Aviata
Freedom Travel (ранее Aviata) — казахстанская туристическая ИТ-компания, предоставляющая онлайн-сервисы для организации путешествий. Компания позволяет пользователям бронировать и покупать авиабилеты, железнодорожные билеты и другие туристические услуги онлайн. Сервис доступен с помощью сайта, а также мобильных приложений для iOS и Android. Головной офис компании находится в Алма-Ате.

## Деятельность
Сервис покупки авиа- и ж/д билетов Aviata был создан в 2013 году туристической компанией «Шах Тревел» и студией веб-разработки «Глатис». До «Авиаты» студия «Глатис» разработала сервис «Тикетон». В 2016 году компания занимала около 30% агентского рынка онлайн-продаж авиабилетов в РК. В 2019 году оборот компании составил $111,3 млн. 
В мае 2019 года Авиата совместила онлайн-тревел-агентство и поискововую систему: при покупке билета стала доступна функция выбора места на борту, возможность автоматического возврата билета в течение нескольких минут без привлечения оператора. В августе 2019 года состоялся запуск бонусной программы в приложениях.
В апреле 2025 года Aviata сменила название на Freedom Travel.

## Собственники и руководство
Aviata была основана в 2013 году компаниями «Шах Тревел» и «Глатис» (со-основателем компании также является Адиль Хаштамов). В феврале 2018 года 53 % компании было выкуплено холдингом Chocofamily.
С ноября 2019 года Aviata полностью контролируется Chocofamily.
С 2023 года входит во Freedom Holding.

## Награды
В 2014 году Aviata была удостоена премии «Компания года» по результатам Национальной интернет-премии Award.kz.
C 2015 года компания входит в список крупнейших интернет-компаний Казахстана от журнала Forbes.
В 2020 году в рейтинге Forbes «30 крупнейших торговых интернет-площадок» компания заняла 3-е место.